# Omar Paitta
Antonio Omar Paitta Cardozo (Mercedes, 20 de agosto de 1942 - desaparecido desde el 21 de septiembre de 1981) fue un obrero de la construcción uruguayo, militante del Sindicato Único Nacional de la Construcción y Anexos (SUNCA) y del Partido Comunista de Uruguay. Durante la dictadura cívico-militar en Uruguay (1973-1985) fue detenido y desaparecido por el gobierno dictatorial.

## Biografía
Políticamente Omar Paitta militó en la Unión de Juventudes Comunistas (UJC) antes de pasar a formar parte del Partido Comunista. Allí se desempeñó en el cargo de Secretario del Regional 5 de la UJC en el departamento de Canelones.
Fue secuestrado en la mañana del 21 de septiembre de 1981. Según testimonios, su voz fue reconocida en el centro de detención de La Tablada por otro sindicalista metalúrgico, quien realizó una denuncia ante Amnistía Internacional, en la que cuenta cómo fue torturado hasta perder el conocimiento y cómo se realizaron algunos careos también.
Recientemente la Comisión para la Paz concluyó que Paitta fue muerto por torturas en La Tablada el 1 de octubre de 1981, pero se recoge la versión de fuentes militares de que, como otros, su cuerpo fue sepultado en el Batallón 14 de Toledo, y luego exhumado, cremado y arrojado al Río de la Plata.

## Desaparición
Fue secuestrado el 21 de septiembre de 1981 por el Órgano Coordinador de Operaciones Antisubversivas (OCOA) y aún hoy continúan sin aparecer sus restos. La denuncia de la desaparición de Paitta durante la dictadura fue realizada por la prensa clandestina, por carta 103,104 y 105 y por el periódico clandestino de la Juventud Comunista, "LiberArce". 
Durante el transcurso del año 1983 la denuncia de su desaparición permaneció a viva voz no sólo en la prensa clandestina antes mencionada y en el exterior, sino también en algunos semanarios de la época entre los cuales se destacan Aquí y Jaque.
Ante los reclamos de ONU y de la Comisión Interamericana de Derechos Humanos acerca de la desaparición de Paitta, el 14 de septiembre de 1983 y el 30 de abril de 1984, a través de representantes miembros del Ministerio de Relaciones Exteriores, la dictadura respondía que en Uruguay "no existen personas desaparecidas" y que "no se registran como detenidos o procesados".
En mayo de 1985 junto con el retorno de la democracia en Uruguay, la mujer de Omar, Graciela Fernández, presenta la denuncia de su desaparición ante el Juzgado en lo Penal de 8°Turno. Tras meses de investigación donde comparecen varios testigos a hacer sus respectivas declaraciones. El 10 de septiembre el Juez Militar coronel Alfredo Ramírez inicia el proceso que promueve contienda de jurisdicción.
En la historia reciente los informes de la Comisión para La Paz realizada el 10 de abril de 2003 y el Informe de las FF.AA. emitido el 8 de agosto de 2005 al entonces presidente Tabaré Vázquez reconocen que Antonio Omar Paitta Cardozo fue efectivamente detenido el 21 de septiembre de 1981, torturado en el Centro clandestino de detención “La Tablada", donde lo dejaron morir sin prestarle atención médica y sigue desaparecido.

## Homenajes
En el aniversario 72 de su nacimiento, el día miércoles 20 de agosto de 2014 en Las Piedras, se le rinde homenaje en la intersección de la calle Paraguay y Ruta 48.
En dicho acto por resolución de la Junta Departamental, se procedió a designar como "Omar Paitta" a la calle otrora llamada Paraguay, a colocar una placa conmemorativa en honor a su lucha y a presentar el libro "Omar Paitta. Héroe de la patria" editado por el Sindicato Único de la Construcción y Anexos (SUNCA - PIT-CNT) para su reparto gratuito entre sus más de 40.000 cotizantes.
El acto comenzó con la parte oratoria, luego de ser entonadas las estrofas del himno nacional, en la que hicieron uso de la palabra José Humberto Montes de Oca, integrante de la nueva central de trabajadores mexicanos; Jorge Bermúdez, quien habló en nombre del secretariado del PIT-CNT; el intendente de Canelones, Marcos Carámbula; Gonzalo Alsina, uno de los autores del libro sobre Paitta presentado en el acto; Aimar Medina, nieto de Omar Paitta, y el secretario general del SUNCA, Oscar Andrade.